# Dicycla conflua
Dicycla conflua là một loài bướm đêm trong họ Noctuidae.